# Everything Counts
Everything Counts (englisch für ‚Alles zählt‘) ist ein Lied der britischen Synth-Rock/Synthiepop-Band Depeche Mode. Es erschien 1983 als Single aus dem dritten Studioalbum Construction Time Again. Eine Liveversion wurde am 13. Februar 1989 (in den USA am 25. März 1989) veröffentlicht, um das Livealbum 101 zu bewerben.

## Hintergrund
Everything Counts wurde von Martin Gore geschrieben und von der Band mit Daniel Miller sowie Gareth Jones produziert. Es war das erste Lied im Bandkatalog, in dem beide Sänger der Band „prominent“ (an unterschiedlichen Stellen) vertreten sind. Dave Gahan singt den Lead-Gesang in den Strophen, während Martin Gore den Lead-Gesang im Refrain übernimmt, unterstützt von Alan Wilder. Live wurde der Refrain von allen Musikern der Band, mit Ausnahme von Gahan gesungen. Das Stück weist verschiedene Alltagssounds auf, die als Samples verwendet werden. Auch diverse Musikinstrumente wie eine Melodica (die Gore bei dem Lied auch auf der Bühne spielt) und das Xylophon werden benutzt.
Everything Counts befasst sich mit der von der Band wahrgenommenen Gier und Korruption in Großbritannien. Im Refrain heißt es  „The grabbing hands grab all they can“ (englisch für ‚Greifende Hände greifen alles, was sie können.‘). Die Single wurde zu einer Zeit veröffentlicht, als die Band keinen Vertrag mit Mute Records hatte (Martin Gore veröffentlichte seine Songs unter dem Namen „Grabbing Hands Music“).

## Aufführung
Das Lied entwickelte sich zu einem Fanliebling und wurde als Eröffnungslied für die Construction Time Again-Tour verwendet. Die erste Liveversion des Liedes, die auf einer kommerziellen Veröffentlichung erschien, stammte von der Some Great Reward-Tour im Jahr 1984, als eine Aufnahme aus einer Show in Liverpool auf der Doppel-A-Single Blasphemous Rumors/Somebody erschien. Während der Music for the Masses-Tour 1988 verwendete die Band Everything Counts als letzte Zugabe. So wurde das Stück als Live-Single erneut veröffentlicht, um das Album 101 zu bewerben. Alle Liveversionen wurden am 18. Juni 1988 in der Pasadena Rose Bowl während der abschließenden Aufführung der Music for the Masses-Tour aufgenommen. Bei der Version singt das Publikum den Refrain noch lange nach dem Ende der Musik.
Auch im Konzertfilm Devotional bildet Everything Counts den Abschluss. Ebenso wurde das Lied auf den ersten beiden Abschnitten von Touring the Angel während der ersten Zugabe gespielt und erschien ebenfalls auf Touring the Angel: Live in Milan.
Everything Counts wurde 2006 neu gemischt und veröffentlicht. Der sogenannte Oliver Huntemann & Stephan Bodzin Dub ist auf der „Limited Edition“ der Single Martyr zu finden.

## Musikvideo
Das Musikvideo wurde mit Clive Richardson, der auch schon für Just Can’t Get Enough verantwortlich zeichnete, in West-Berlin gedreht und zeigt unter anderem das Strandbad Wannsee, die Berliner Mauer zusammen mit dem Martin-Gropius-Bau, das Telefunken-Hochhaus am Ernst-Reuter-Platz sowie die Hochbahntrasse der Berliner U-Bahn in Kreuzberg. Es wurde bei YouTube über 70 Millionen Mal abgerufen (Stand: Juli 2024).

## Rezeption
Die Single erreichte in ihrer Originalversion die Top 10 in Großbritannien mit Platz sechs und Platz acht in der Schweizer Hitparade. In Deutschland erreichte die Single Platz 23. Die Live-Veröffentlichung erreichte in Deutschland Platz zwölf, in Österreich Platz 26 und in der Schweiz Platz 18. In Großbritannien kam die Liveversion auf Platz 22.

## Coverversionen
Meat Beat Manifesto spielten den Song für den 1998 erschienenen Sampler Various Artists for the Masses ein. 2007 coverte The BossHoss das Lied und erreichte damit Platz 67 in den deutschen Charts.